# (2326) Tololo
(2326) Tololo es un asteroide perteneciente al cinturón de asteroides, descubierto el 29 de agosto de 1965 por el equipo de la Universidad de Indiana desde el Observatorio Goethe Link, Brooklyn (Estados Unidos). 

## Designación y nombre
Designado provisionalmente como 1965 QC. Fue nombrado Tololo en homenaje al Observatorio Interamericano del Cerro Tololo ubicado en Chile.